# Julia Isidrez
Julia Isidrez (Itá, 16 de fevereiro de 1967) é uma ceramista paraguaia. 

## Biografia
Julia Isidrez aprendeu com sua mãe Juana Marta Rodas (1925-2013) a trabalhar com o barro, ofício ao qual se dedica profissionalmente. Tanto a mãe quanto a filha honram uma tradição centenária, cujas raízes remontam ao período pré-colombiano do Paraguai, seguindo técnicas de seus antepassados Guarani. Sua cidade natal é um centro de produção ceramista de caráter próprio, com sustentação na experiência indígena, mais especificamente Guarani, povo que cultiva a tradição das artes do barro, caracterizada inicialmente pela produção de urnas funerárias e vasos votivos. Tais conhecimentos, transmitidos de forma geracional, se adaptaram aos desafios provindos das mudanças derivadas da colonização, pelas urgências da modernidade e pelos conflitos da globalização. 
As obras de Isidrez concentram-se numa padronagem de figuras que vão além dos cântaros e vasilhas, incorporando reproduções de animais característicos de sua região. Suas peças, com variadas protuberâncias e concavidades caprichosas, transformam e alteram os aspectos típicos dos animais retratados, trazendo todo um vocabulário visual que desvela a história da artista, muito motivada pela sua mãe, e que tanto influencia os ceramistas de sua região. Todo o trabalho é realizado com colaboração de familiares e parceiros que trabalham junto à artista na Casa Museo Arte en Barro: Julia Isidrez e Juana Marta Rodas, espaço onde leciona e cria suas peças.	
Expondo junto a sua mãe desde cedo, o trabalho de Julia Isidrez foi apresentado, entre individuais e coletivas, em instituições como o Museo del Barro (Assunção, Paraguay, 1998, 1999); Bienal do Mercosul (Porto Alegre, Brasil, 1999); 35ª Mostra Internacional de Artesanato Tradicional (Santiago, Chile, 2008); Trienal de Santiago (Santiago, Chile, 2009); dOCUMENTA 13 (Kassel, Alemanha, 2012), Museo Nacional de Bellas Artes (Buenos Aires, Argentina, 2015); Galeria Millan (São Paulo, Brasil, 2017); Seoul Museum of Art (Seoul, Coreia do Sul, 2017); Centro Cultural del Lago (Areguá, Paraguay, 2021); Kasmin Gallery (Nova Iorque, EUA, 2023), entre outras. A obra da artista está selecionada para compor a 60ª Biennale di Venezia, intitulada Stranieri Ovunque (Estrangeiros em todo lugar) e curada por Adriano Pedrosa. Suas obras compõem as coleções da Fondation Cartier Pour l’Art Contemporain (Paris, França), do Denver Art Museum (Denver, Estados Unidos) e do Museo del Barro (Assunção, Paraguay).

## Exposições, prêmios e coleções
Exposições individuais
2023
La plasticidade de la memoria: el mundo de Julia, Casa Popore, San Antonio, Paraguai
Centro Cultural del Lago, Areguá, Paraguai
Exposições coletivas
2024
60th International Art Exhibition of La Biennale di Venezia: Stranieri Ovunque – Foreigners Everywhere, Veneza, Itália
Diana Al-Hadid, Alma Allen, Julia Isidrez e Jan-Ole Schiemann, Casa Siza, Cidade do México, México
2023
Slip Tease, Kasmin Gallery, Nova York, Estados Unidos
Galeria Luna Roja, Assunção, Paraguai
Elogio al tempo, Verónica Torres Colección de Arte, Assunção, Paraguai
La Encrucijada: arte popular indígena y urbano del Paraguay, Imaginario Galería, Buenos Aires, Argentina
Art et Transmission, TEKOHARTE, Galerie Pal Project, Paris, França
Aberto 02, Casa Domschke, São Paulo, Brasil
2022
Orden del Yacaré: para Julia Isídrez y Juana Marta Rodas, Fundación Carlos Colombino Laílla/Centro de Artes Visuales Museo del Barro, Assunção, Paraguai
Ñande: arte popular indígena y urbano del Paraguay, Pinta Miami, Miami, Estados Unidos
2021
Pabellón paraguayo, Expo Universal Dubai, Dubai, Emirados Árabes Unidos
El vientre de fuego, Centro Cultural del Lago, Areguá, Paraguai
2020
De lo ancestral a lo urbano, Galería Pablo Ávila Arte Contemporáneo, Assunção, Paraguai
2018
A Beautiful Elsewhere, Fondation Cartier pour l’art contemporain, Shangai, China
Museo de Bellas Artes Juan Ramón Vidal, Corrientes, Argentina
Barro Vivo: Isídrez/Brizuela/Enciso, Verónica Torres Colección de Arte, Assunção, Paraguai
Memorias de barro, esencia y mutaciones, Centro Cultural del Nordeste, Resistencia, Argentina
2017
Highlights: la collection de la Fondation Cartier pour l’art contemporain, Seoul Museum of Art (SeMA), Seul, Coréia do Sul
Das mãos e do barro [curated by Aracy Amaral], Galeria Milan, São Paulo, Brasil
Barro Combinado, Galería Monocromo, Assunção, Paraguai
Po pore, Galeria do Espelho d’Água, Câmara Legislativa do Distrito Federal, Brasília, Brasil
2015
1ª Bienal de Asunción, Assunção, Paraguai
La Intrusion, Museo del Barro, Assunção, Paraguai
Tekoporã: Arte indígena y popular del Paraguay, Museo Nacional de Bellas Artes, Buenos Aires, Argentina
2014
Hû, CCR Cabildo, Assunção, Paraguai
Distinción Maestra del Arte, CCR Cabildo, Assunção, Paraguai
Maestros del Arte Popular e Indígena, Maison de l’Amérique Latine, Paris, França
Vivid Memories, Fondation Cartier pour l’art contemporain, Paris, França
2012
dOCUMENTA 13, Kassel, Alemanha
2010
Paraguay Esquivo, Maison des Cultures du Monde, Paris, França
2009
Trienal de Chile, Santiago, Chile
Museo de Artesanía de Corrientes, Corrientes, Argentina
2008
35ª Versión de la Muestra Internacional de Artesanía Tradicional, Universidad Católica de Chile, Santiago, Chile
2007
16ª Feria Internacional de Arte Contemporáneo (ARCO), Madrid, Espanha
1999
Bienal do Mercosul, Porto Alegre, Brasil
1998
Centro de Artes Visuales – Museo del Barro, Assunção, Paraguai
1997
Galería Lamarca, Assunção, Paraguai
1996
Galería Fábrica, Assunção, Paraguai
1995
Centro de Artes Visuales – Museo del Barro, Assunção, Paraguai
Galeria Lamarca, Assunção, Paraguai
1994
III Bienal Martel de Artes Visuales, Museo del Barro, Assunção, Paraguai
1992
Galería Fábrica, Assunção, Paraguai

Prêmios
2023
Prêmio de reconhecimento do Congreso Nacional Honorable, Câmara de Diputados, Assunção, Paraguai
2021
Nomeada Primeira Embaixadora de Marca País Paraguay da área de Artes, Ministerio de Educación y Ciencias, Assunção, Paraguai
2019
Premio Kuña Paraguai – Tupã Ta Nde Rovasa Águyjevete, Centro Cultural Karcha Bahlut, San Lorenzo, Paraguai
2018
Premio Carlos Colombino, Secretaría Nacional de Cultura, Assunção, Paraguai
2014
Premio “Mastro del Arte 2014”, Centro Cultural de la República El Cabildo, Assunção, Paraguai
2009
Condecoração da Ordem Nacional do Mérito no grau de “Gran Cruz”, Assunção, Paraguai
Prêmio de reconhecimento da Câmara de Deputados da República do Paraguay, Assunção, Paraguai
2008
Prêmio Berg Salvo, Pontificia Universidad Católica de Chile, Santiago, Chile
2001
Arte Tradicional pela obra “Vasija de Ceramica con tres bocas y engobe”, Cooperativa Universitaria/UNESCO, Assunção, Paraguai
1999
Mejor Artesano Tradicional (UNESCO), la Gobernación del Departamento Central y la Asociación Paraguaya, Central, Paraguai
First Award Prince Klauss for the Culture and Development: Julia Isídrez e Juana Marta Rodas, Amsterdam, Países Baixos
1998
Premio Villa de Madrid, Madrid, Espanha
Special mention in the Concours Internacional de la Palme d’Or des Beaux-Arts, Montecarlo, Mônaco
1995
Prêmio Los 12 del Año, Departamento de Educación y Cultura Itá, Paraguai
1994
Gran Premio, III Bienal Martel de Artes Visuales, Museo del Barro, Asunción, Paraguai
Teaching Experience
2018
Montana State University School of Art: firings and studio work, Cultural Confluence, Montana, Estados Unidos
2015
Taller de Revalorización de la Cultura en Barro, Cantaro Bioescuela Popular, Areguá, Paraguai
Diseño + cerâmica, FADA, Asunción, Paraguai
2013
Taller con niños y niñas, Colegio Internacional Marcel Pagnol, Assunção, Paraguai
Taller de Barro, Universidad de Diseño Industrial de la Una, Arkatypos, Paraguai
2012
Taller com niños y niñas del Colegio Cristo Rey, Assunção, Paraguai
2011
Taller com niños y niñas del Colegio Cristo Rey, Assunção, Paraguai
Taller de Barro, Universidad de Diseño Industrial de la Una, Arkatypos, Paraguai
Taller de Residencia em Artes del Barro, Escuela de Arte de la Pontificia Universidad Católica de Chile, Santiago, Chile
2010
Taller com niños y niñas del Colegio Cristo Rey, Assunção, Paraguai
Taller de Barro, Universidad de Diseño Industrial de la Una, Arkatypos, Paraguai
2008
Casa Museo Juana Marta Rodas – Julia Isídrez, Itá, Paraguai
Coleções
Fondation Cartier pour l’art contemporain 
Denver Art Museum
Museo del Barro
1. ↑  AMARAL, Aracy (2017). Das mãos e do barro: Carolina Noguera, Ediltrudis Noguera e Julia Isidrez. São Paulo: Galeria Millan. p. 68-71. ISBN 978-85-68152-07-2
2. ↑  «Retrospective dOCUMENTA (13)». documenta original website. 17 de setembro de 2012. Consultado em 02 de abril de 2024. Cópia arquivada em |arquivourl= requer |arquivodata= (ajuda) 🔗 Verifique data em: |acessodata= (ajuda)